# St. Augustinus (Saarbrücken)

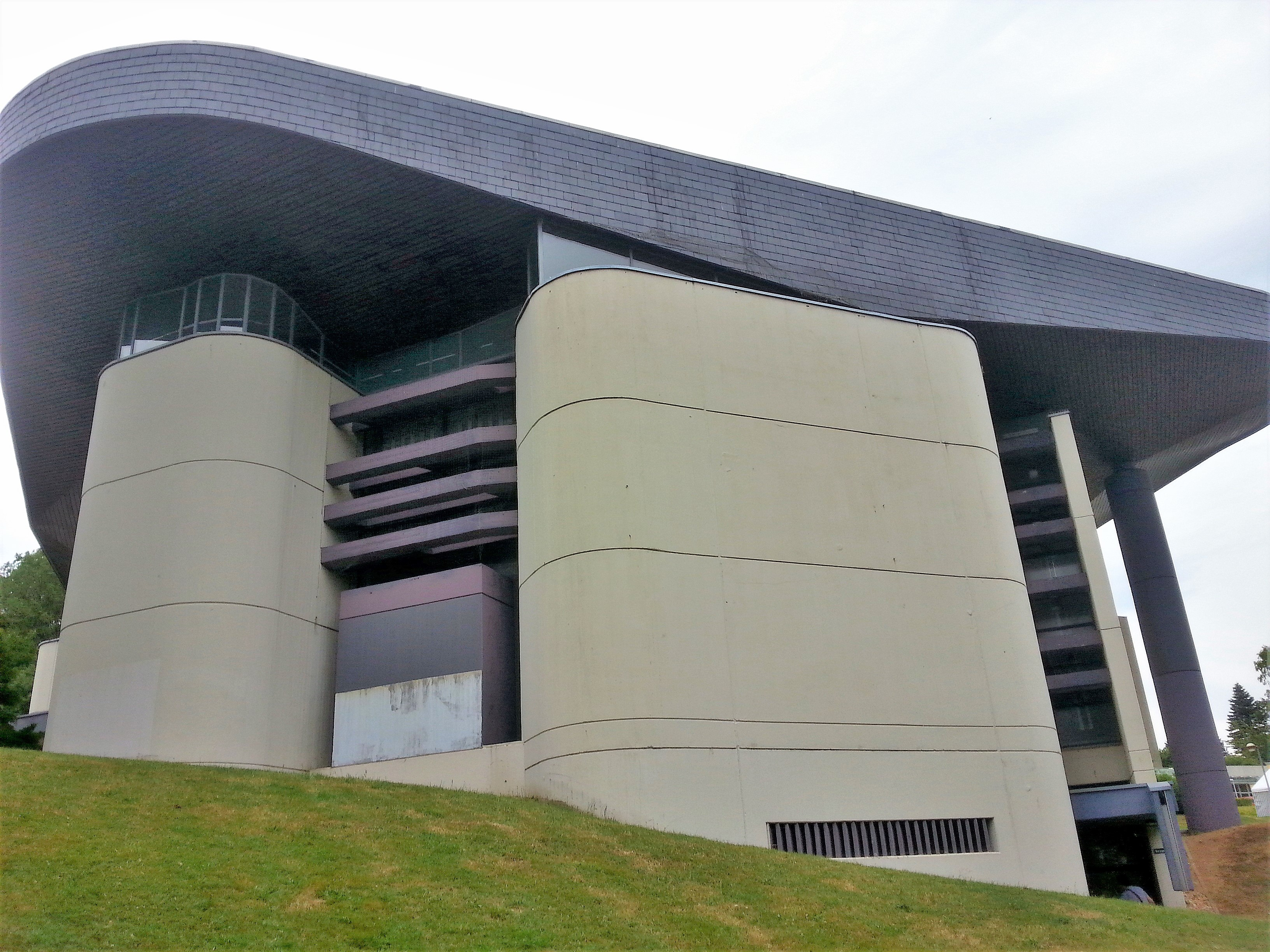

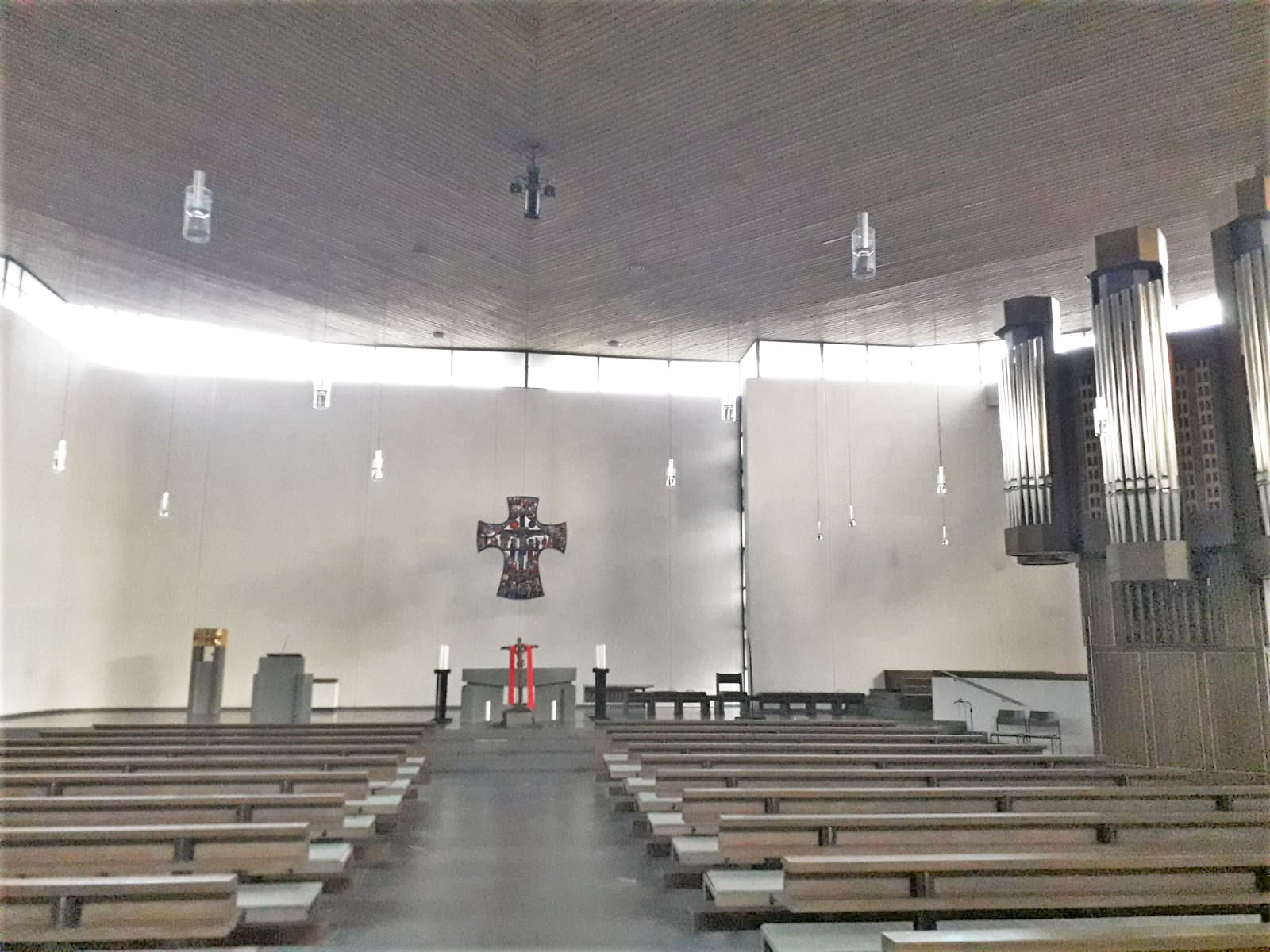

St. Augustinus ist eine römisch-katholische Kirche des Bistums Trier in Saarbrücken. Sie befindet sich im Stadtteil Eschberg und trägt das Patrozinium des Heiligen Augustinus von Hippo.

## Geschichte
In den 1950er-Jahren wurde der Eschberg als neues Wohngebiet der saarländischen Landeshauptstadt erschlossen und zahlreiche Wohnungen gebaut. In der Folge existierte der Wunsch nach einem eigenen Kirchengebäude vor Ort. Zunächst wurde ab 1965 das heutige Pfarrzentrum errichtet und am 5. Juli 1970 der Grundstein zur heutigen Pfarrkirche gelegt. Die Konsekration der nach den Plänen von Albert Dietz erbauten Augustinuskirche fand am 3. Juni 1973 durch der Trierer Bischof Bernhard Stein statt.

## Baubeschreibung
Die turmlose Pfarrkirche erhebt sich an einem Hang über dem Zentrum des Saarbrücker Stadtteils Eschberg. Von oben betrachtet hat ihr Flachdach die Form eines Quadrates mit abgerundeten Ecken. Der Grundriss des Kirchengebäudes besteht aus geschwungenen Wänden, Nischen und hohen Fensterbändern. Unmittelbar unter dem Dach zieht sich ein helles Fensterband um die gesamte Kirche.
Der schlichte Innenraum ist hell verputzt und mit einer flachen Holzdecke versehen. Rechts des Altarraumes befindet sich ein etwas erhöhter und abgetrennter Bereich für die Kirchenmusik und einen Chor. Die Kirche besitzt keine Glocken.

## Innenausstattung
Als Innenausstattung muss natürlich die Statue des Heiligen Augustinus von Hippo, dem Namensgeber der Kirche, erwähnt werden. Im Altarraum hinter dem Altar hängt ein großes Bilderkreuz von Egino Weinert. Passend zum Altarkreuz findet man ein Taufbecken, das von Egino Weinert oder einem Schüler Weinerts gestaltet wurde. Dieses Taufbecken stand bis zum Jahr 2015 in der profanierten Kirche St. Pius X. in Neunkirchen (Saar).
Die großen Fensterflächen der Kirche wurden von Bodo Schramm aus Dresden mit großen Glasarbeiten versehen. Das Fenster der Marienkapelle wurde von dem Neunkircher Künstler Willi Kurz gestaltet. Es zeigt eine Rose als Symbol der Gottesmutter Maria. Außerdem befindet sich eine Marienstatue in der Marienkapelle. Die Fenster der Krypta wurden als Magnificat-Fenster und als Pfingst-Fenster gestaltet. Außerdem ist in der Krypta das Kreuzwegbild „Der Weg“ von Rolf Viva zu finden.
Ein dominierendes Ausstattungsobjekt ist die als Raumplastik gestaltete Orgel der Firma Oehms aus Trier mit 24 Registern.
In der Weihnachtszeit steht in der Kirche eine Weihnachtskrippe mit 60 cm hohen gefassten Holzfiguren. Die Krippe umfasst die Heilige Familie, Ochse, Esel, den Verkündigungsengel, zwei Hirten und ein betendes Mädchen, drei Schafe und die Heiligen Drei Könige.

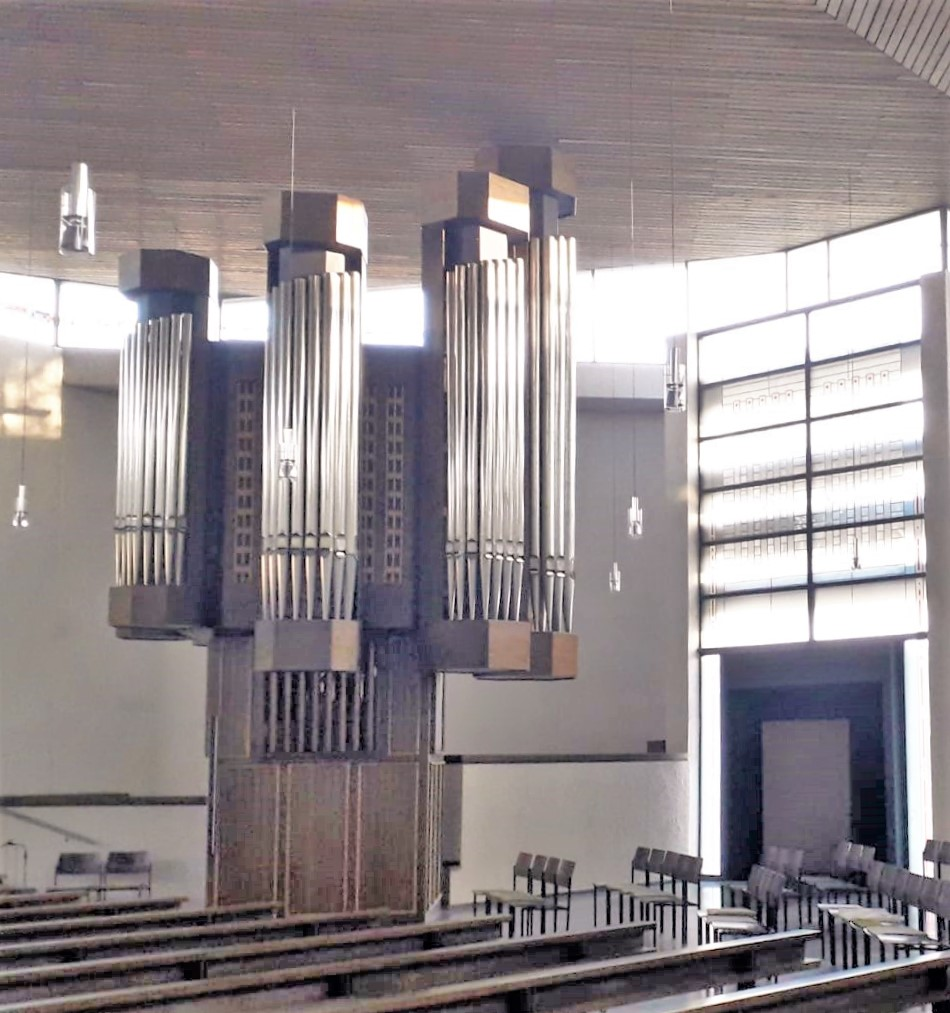

## Orgel
Die Orgel befindet sich an prominenter Stelle rechts des Altars und erweckt einen skulpturalen Eindruck, da sie von allen Seiten einsehbar ist. Auf einem schlanken Fuß, der das Schwellpositiv sowie auf der Rückseite den Spielschrank enthält erhebt sich ein hervorkragendes Obergehäuse mit abgestuften Türmen.
Erbaut wurde das Instrument im Jahr 1983 durch die Trierer Orgelbaufirma Rudolf Oehms als Opus 210. Sie besitzt Schleifladen sowie eine mechanische Spiel- und elektrische Registertraktur. Die Disposition ist wie folgt:
| I Hauptwerk C–g3 |            |        |
| 1.               | Bourdon    | 16′    |
| 2.               | Principal  | 8′     |
| 3.               | Rohrflöte  | 8′     |
| 4.               | Oktave     | 4′     |
| 5.               | Blockflöte | 4′     |
| 6.               | Nasard     | 2 ⁄3′  |
| 7.               | Flachflöte | 2′     |
| 8.               | Terz       | 1 3⁄5′ |
| 9.               | Mixtur V   | 1 ⁄3′  |
| 10.              | Trompete   | 8′     |
|                  | Tremulant  |        |

| II Schwellpositiv C–g3 |              |       |
| 11.                    | Holzgedackt  | 8′    |
| 12.                    | Weidenpfeife | 8′    |
| 13.                    | Praestant    | 4′    |
| 14.                    | Offenflöte   | 4′    |
| 15.                    | Doublette    | 2′    |
| 16.                    | Quinte       | 1 ⁄3′ |
| 17.                    | Scharff III  | 1′    |
| 18.                    | Krummhorn    | 8′    |
|                        | Tremulant    |       |

| Pedal C–f1 |               |     |
| 19.        | Principalbass | 16′ |
| 20.        | Subbass       | 16′ |
| 21.        | Oktavbass     | 8′  |
| 22.        | Gedacktbass   | 8′  |
| 23.        | Choralbass    | 4′  |
| 24.        | Fagott        | 16′ |

- Koppeln: II/I, I/P, II/P
- Spielhilfen: 2 freie Kombinationen, Tutti, Zungen Ab, Tremulanten frei einstellbar

## Bildergalerie

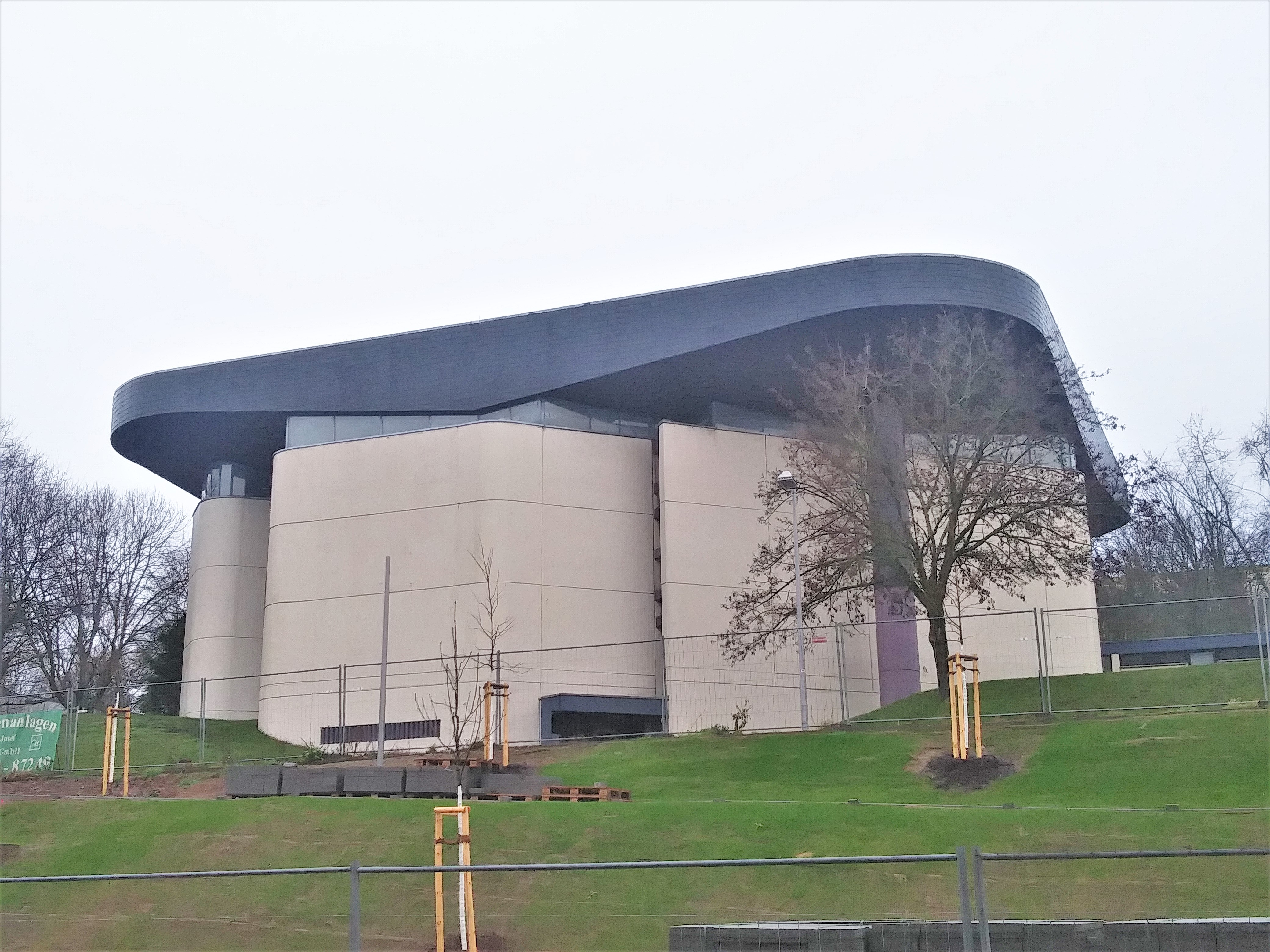
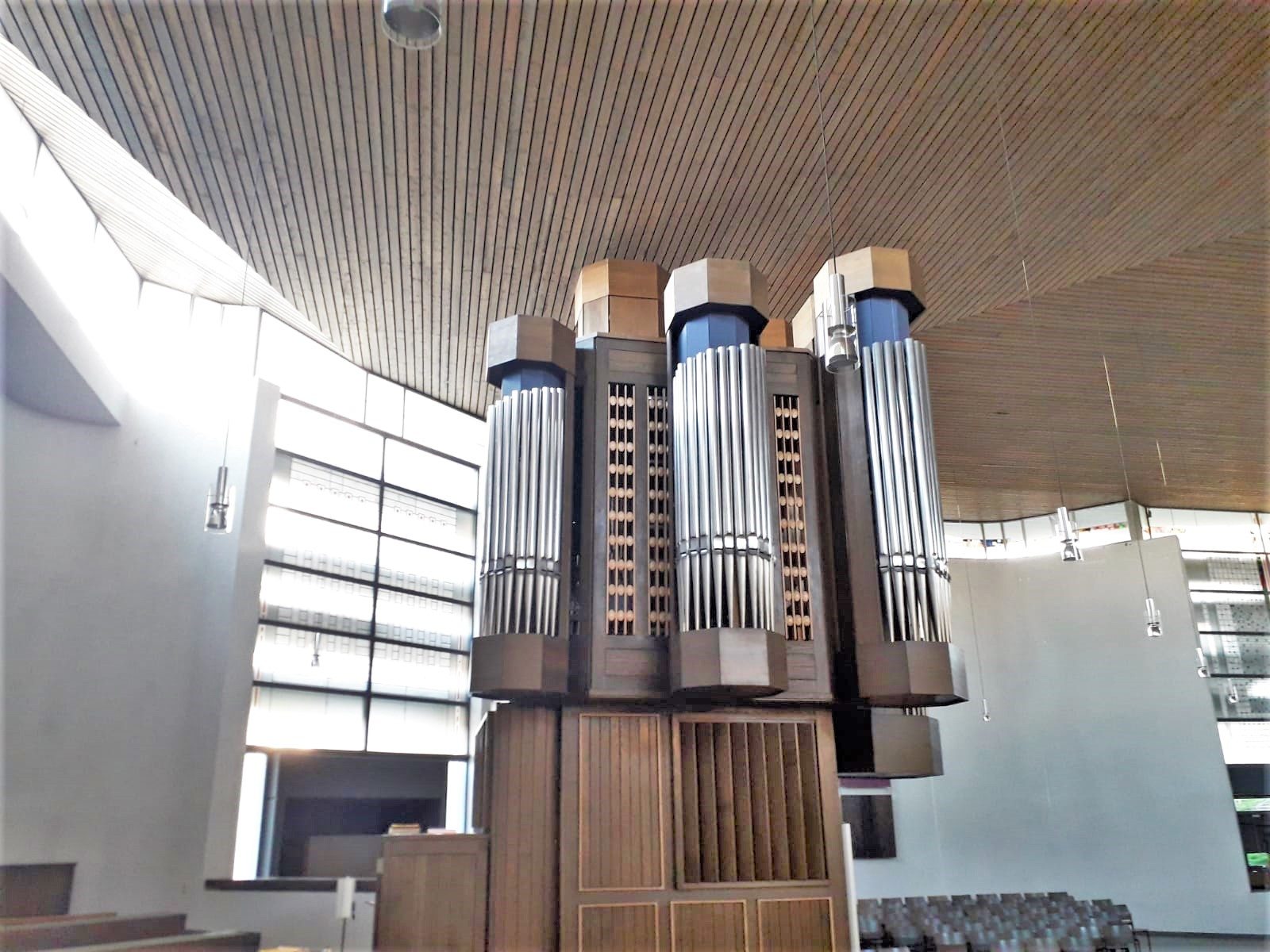
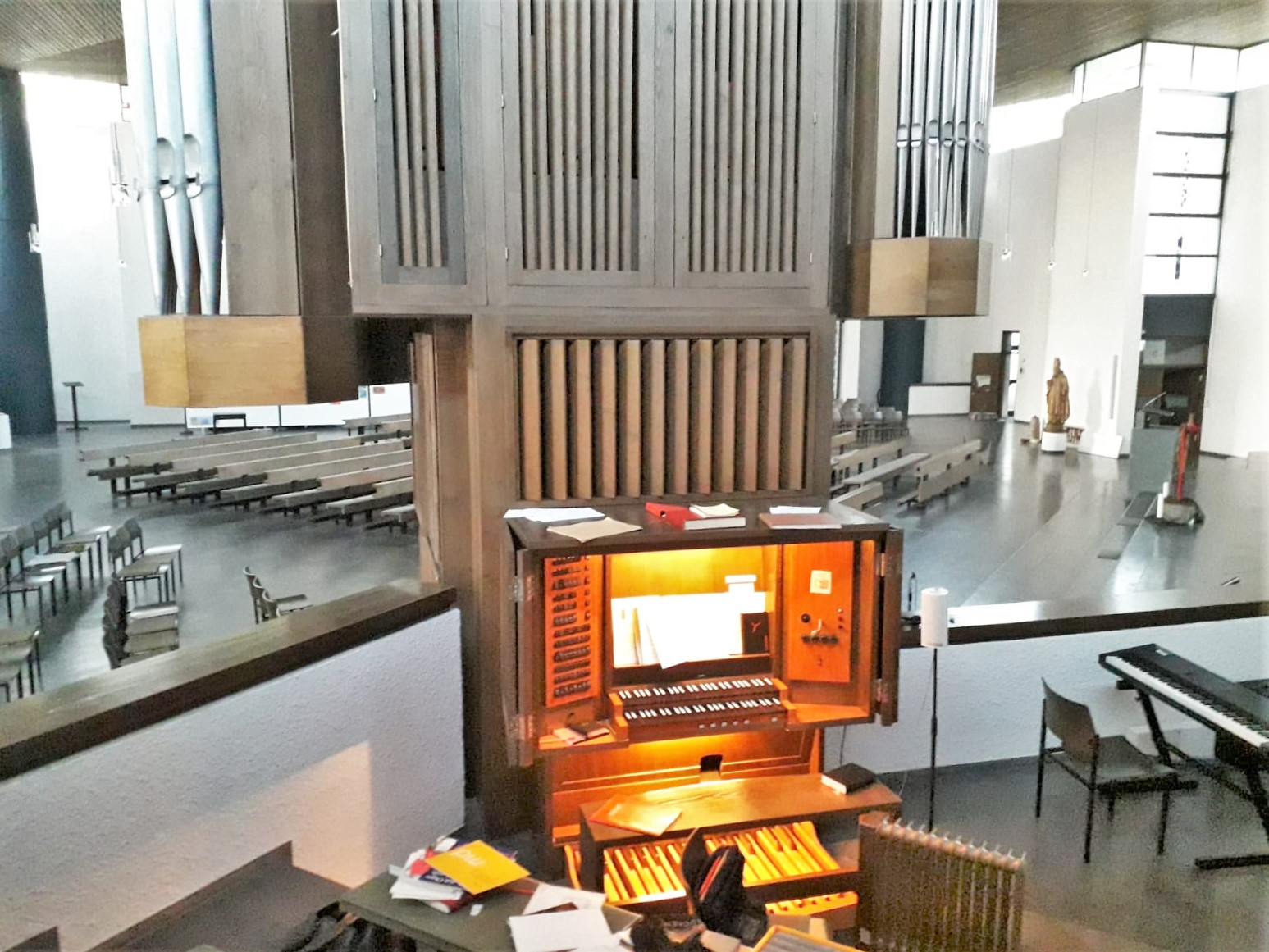

## Belege
1. ↑  Chronik der Kirche
2. ↑  Beschreibung der Kirche auf der Grundlage der vorliegenden Fotos
3. ↑  Chronik der Kirche
4. ↑  Beschreibung der Oehms-Orgel

Koordinaten: 49° 14′ 2″ N, 7° 2′ 37,6″ O